# Joseph-Marc Barrigue de Fontainieu
Joseph-Marc Barrigue de Fontainieu, né le 4 novembre 1757 à Marseille et mort le 30 octobre 1844 à Paris, est un magistrat et un peintre français.

## Famille
Il est le fils de Joseph-Marc-Roch, seigneur de Fontainieu, membre honoraire de l'Académie royale de peinture de Paris (1743) et de l'Académie de peinture et de sculpture de Marseille (1756), et de Victoire d'Achy. Il est mort sans descendance à Paris, en 1846.

## Biographie
Joseph-Marc Barrigue, seigneur de Fontainieu, est reçu conseiller au Parlement de Provence le 18 novembre 1777 en la charge de François-Marie-Jean-Baptiste de Cabre,.
S'il n'a laissé aucune trace historique en sa qualité de magistrat, et si la postérité l'a oublié pour cette fonction, en revanche il est connu en tant que peintre.